# Jennifer Granholm
Jennifer Mulhern Granholm, född 5 februari 1959 i Vancouver i British Columbia i Kanada, är en amerikansk politiker (demokrat), advokat, pedagog, författare och politisk kommentator. 
Hon var Michigans guvernör från 2003 till 2011 och USA:s energiminister från 2021 till 2025.

## Biografi
Jennifer Granholms farfar utvandrade från Robertsfors till Kanada på 1930-talet. Hon föddes i Kanada, men hennes familj flyttade till Kalifornien i USA när hon var vid fyra års ålder. Hon blev 1980 naturaliserad som amerikansk medborgare. Det året arbetade hon för den oberoende kandidaten John B. Andersons presidentkampanj. Hon utexaminerades 1984 från University of California, Berkeley med två examina: en i statskunskap och en i franska. Hon avlade juristexamen vid Harvard Law School.
Hon var Attorney general i Michigans delstatsstyre från 1999 till 2003 och därefter Michigans guvernör från 2003 till 2011. Hon utsågs till USA:s energiminister i Joe Bidens kabinett 2021. Hon bekräftades den 25 februari 2021 av den amerikanska senaten.
Jennifer Granholm är katolik.

## Privatliv
Granholm gifte sig 1986 med Daniel Mulhern. De valde att ta varandras efternamn som mellannamn; sedan dess heter hon Jennifer Mulhern Granholm och han Daniel Granholm Mulhern. Paret har tre barn.

## Utmärkelser
- Kommendör av första klassen av Nordstjärneorden, 21 oktober 2010.[12]